# Ян Шуюй
Ян Шую́й (кит. упр. 杨舒予, пиньинь Yáng Shūyǔ; род. 6 марта 2002, Гуандун) — китайская баскетболистка, выступающая на позиции тяжёлого форварда за клуб «Иннер Монголия». С 2023 года является послом бренда «Prada» в Китае.

## Карьера
Родилась 6 марта 2002 года в Куньмине, Юньнань, Китай. В 2013 году начала заниматься баскетболом. В 2014 году получила сертификат «Спортсмен второго национального уровня», а спустя два года стала спортсменом «первого класса».
16 октября 2018 года стала игроком китайского клуба «Гуандун», став победителем Женской китайской баскетбольной ассоциации по итогам сезона 2019 года. В сезоне 2018/2019 сыграла в 10 матчах, набирая в среднем 4,2 очка и совершая 1,6 передачи за игру. В сезоне 2019/2020 сыграла в 12 играх регулярного сезона, набирая в среднем 6,1 очка, совершая 2,3 передачи за игру. В сезоне 2020/2021 вышла на паркет в 16 играх, набирая в среднем 11,1 очка и совершая 1,6 передачи за игру. В сезоне 2021/2022 сыграла в 17 играх, набирая в среднем 15,6 очка и совершая 3,1 передачи за игру.
В ноябре 2022 года присоединилась к клубу «Иннер Монголия». По итогам сезона вместе с командой заняла второе место в Женской китайской баскетбольной ассоциации.

### В сборной
В 2017 году в составе сборной Китая сыграла на чемпионате Азии среди девушек до 16 лет в Индии, завоевав бронзовые медали. В 2018 году вызывалась в сборную на чемпионат мира среди девушек до 17 лет и чемпионат Азии среди девушек до 18 лет (по итогам последнего Ян Шуюй завоевала золотые медали первенства). В 2021 году завоевала бронзовую медаль на летних Олимпийских играх в соревнованиях по баскетболу 3х3.
В 2023 году дебютировала за национальную команду, завоевав золотые медали чемпионата Азии. В 2024 году была заявлена за национальную команду в рамках летних Олимпийских игр, однако на паркете так и не появилась. В июле 2025 года попала в заявку национальной сборной для участия в чемпионате Азии.